# S. S. Appam
Le 16 janvier 1916, le paquebot britannique S.S. Appam a été capturé en mer par le raider allemand SMS Moewe; un équipage a été mis à bord et a piloté l'Appam à Hampton Roads, Virginie, aux USA. Ceci provoque une affaire dans laquelle la Cour suprême des États-Unis a confirmé la décision d'un tribunal inférieur pour rétablir la prise de guerre allemande du navire aux propriétaires britanniques.

## Cas devant les tribunaux

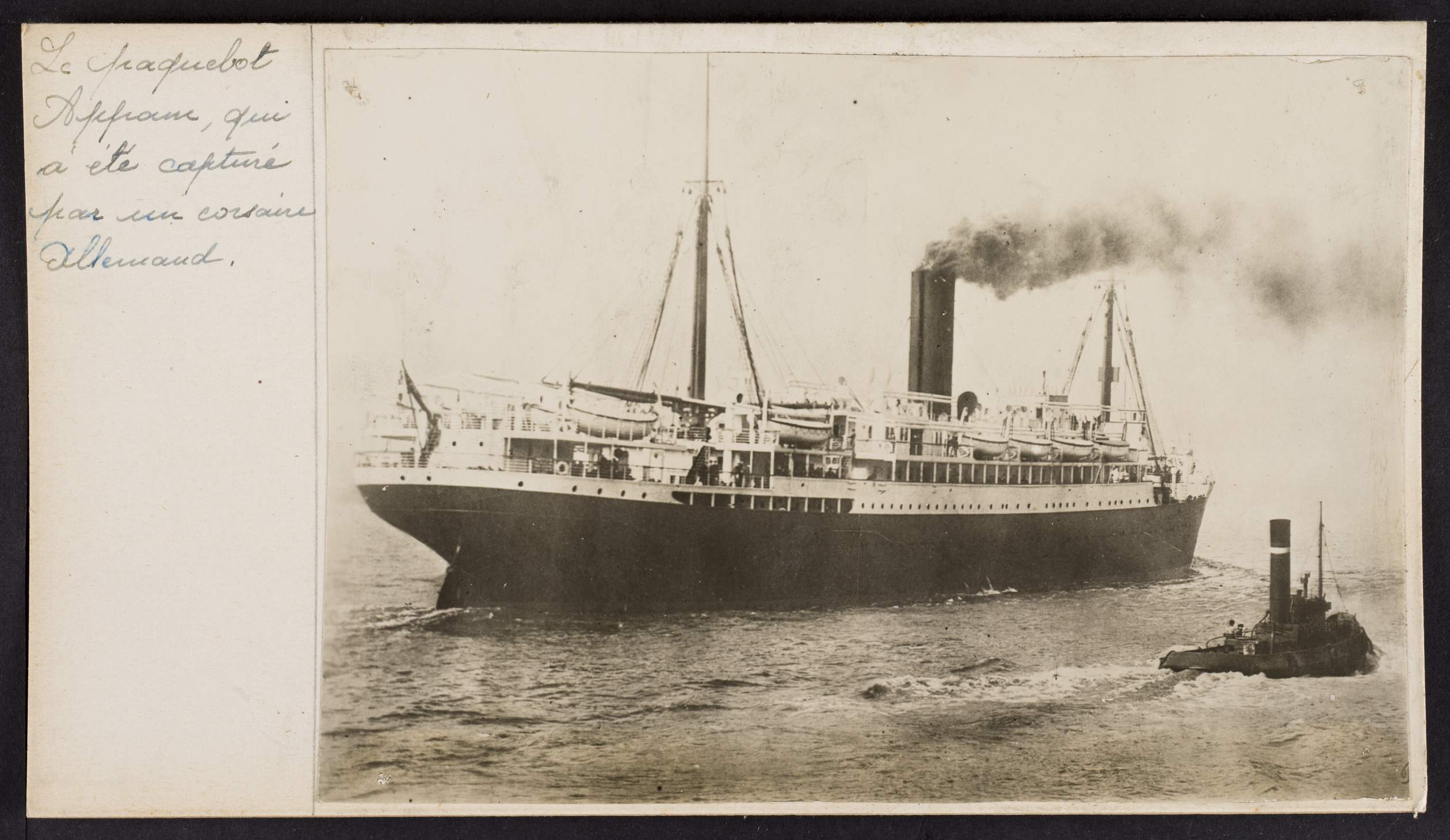
L'Appam.

Les propriétaires britanniques ont intenté un procès pour récupérer le navire de ses ravisseurs. Le juge fédéral Edmund Waddill de Virginie, dans une opinion de 15 000 mots, donne jugement le 29 juillet 1916, que le navire (avec le reste de la cargaison à bord et le produit de la cargaison périssable déjà vendu) devrait être rétabli immédiatement aux propriétaires britanniques. Par la suite, le gouvernement allemand a lancé un appel à la Cour suprême des États-Unis, qui rend une décision le 6 mars 1917 selon laquelle une nation belligérante ne peut pas mettre un prix de guerre dans un port neutre. La Cour suprême a jugé que ce serait contre la neutralité des États-Unis pour permettre des nations belligérantes d'emmener des prix de guerre aux ports américains, et que l'Allemagne ne pouvait pas réclamer ce droit en vertu des traités existants entre ce pays et les États-Unis.
En portant l'Appam dans un port américain, il a été jugé, les responsables allemands avaient commis une violation flagrante de la neutralité américaine. Le navire et la cargaison, d'une valeur de trois à quatre millions de dollars, ont été remis aux propriétaires britanniques le 28 mars 1917.
La décision, écrite par le Justice Day, a affirmé les décrets du le juge fédéral Waddill, confirmant ainsi la décision initiale par le Secrétaire d'État Lansing que les prix de guerre qui viennent dans les ports américains non accompagnés par les navires de guerre captatrices n'ont seulement le droit de rester en port assez longtemps pour se faire marin. Le tribunal a déclaré que ni le traité de 1799 avec la Prusse, ni les conventions de La Haye ou la Déclaration de Londres, donnent le droit aux belligérants de faire des ports américains un lieu de dépôt de leurs prix de butin de guerre dans de telles circonstances.